# Граф Скарборо

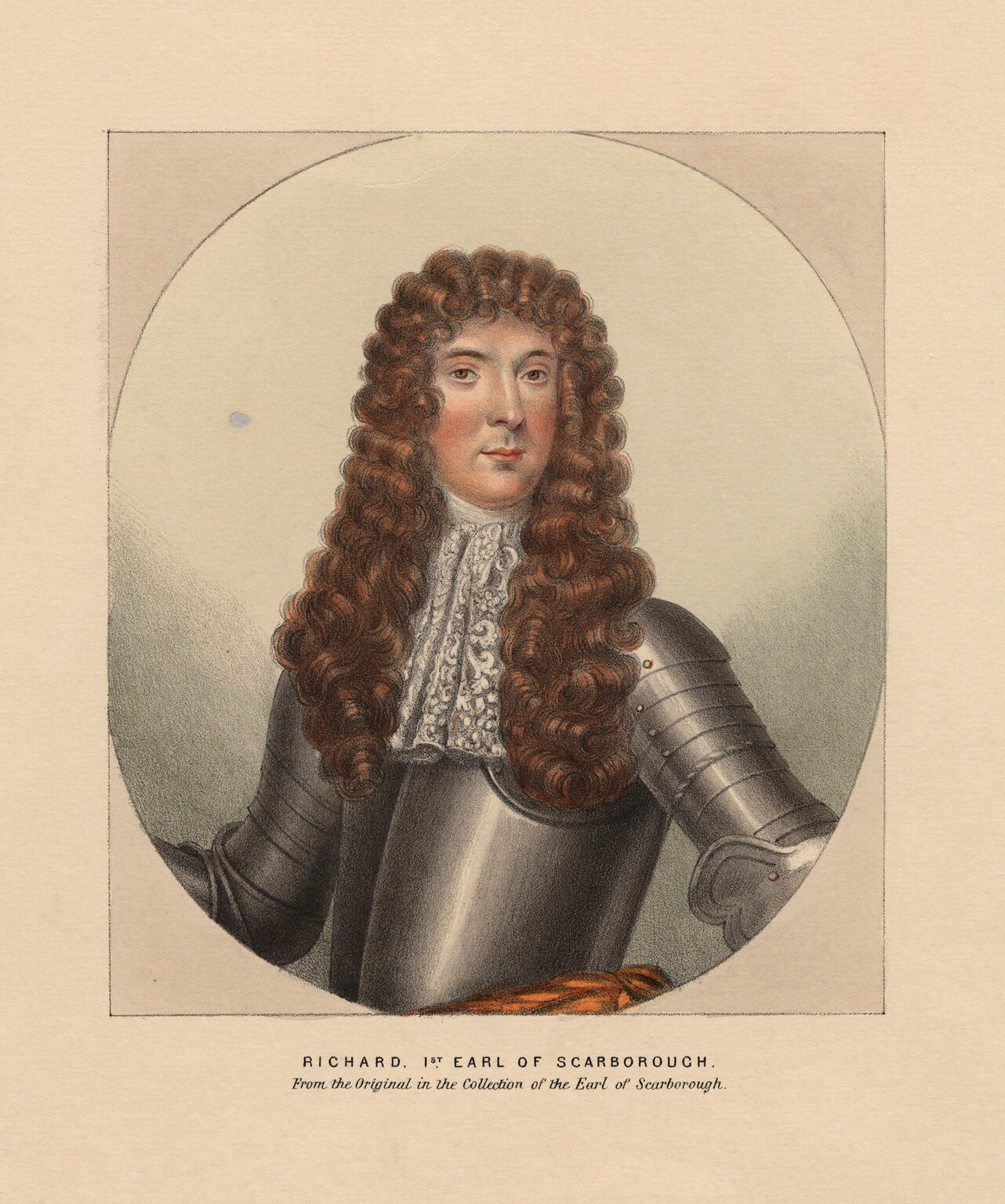
Ричард Ламли, 1-й граф Скарборо (1650—1712)

Граф Скарборо (англ. Earl of Scarbrough) — наследственный титул пэра Англии. Он был создан в 1690 году для Ричарда Ламли, 2-го виконта Ламли (1650—1712).

## История
В 1688 году Ричард Ламли был одним из семи знатных английских сановников, пригласивших голландского штатгальтера Вильгельма Оранского вторгнуться в Англию и свергнуть своего тестя Якова II Стюарта. В 1681 году Ричард Ламли получил титул барона Ламли из замка Ламли в графстве Дарем, а в 1689 году стал виконтом Ламли из замка Ламли в графстве Дарем. Все эти титулы были пэрством Англии. Еще в 1628 году был создан титул виконта Ламли из графства Уотерфорд (пэрство Ирландии) для Ричарда Ламли (1589—1663), деда Ричарда, который позднее сражался на стороне роялистов во время Гражданской войны.
В 1712 году ему наследовал старший сын, Ричард Ламли, 2-й граф Скарборо (1686—1739). Он представлял Ист-Гринстед и Арундел в Палате общин и служил лордом-лейтенантом Нортумберленда. Его младший брат, Томас Ламли-Саундерсон, 3-й граф Скарборо (1691—1752), был депутатом Палаты общин от Арундела и Линкольншира. В 1723 году он получил королевское разрешение на дополнительную фамилию «Саундерсон», чтобы унаследовать имения своего кузена Джеймса Саундерсона, 1-го графа Каслтона. Его сын, Ричард Ламли-Саундерсон, 4-й граф Скарборо (1725—1782), занимал должность казначея королевского двора (1765—1766) в качестве заместителя графа-маршала Англии (1765—1777). Лорд Скарборо был женат на Барбаре Сесил, сестре и наследнице сэра Джорджа Сесила, 8-го баронета (1726—1784). Последний завещал свои имения в Йоркшире и Ноттингемшире племяннику Ричарду Ламли (1757—1832), младшему сыну 4-го графа Скарборо.
В 1782 году ему наследовал старший сын, Джордж Огастен Ламли-Саундерсон, 5-й граф Скарборо (1753—1807). Он представлял Линкольн в Палате общин Великобритании (1774—1780). После его смерти титул перешел к его младшему брату Ричарду Ламли-Саундерсону (1757—1832), 6-му графу Скарборо. Он заседал в Палате общин от Линкольна (1784—1790). Ему наследовал младший брат Джон Ламли-Сэвил, 7-й граф Скарборо (1761—1835). В 1797 году с согласия парламента Джон Ламли принял фамилию дополнительную «Сэвил», чтобы унаследовать имения своего дяди Джорджа Сэвила. Его сын, Джон Ламли-Сэвил, 7-й граф Скарборо (1788—1856), представлял Ноттингемшир и Северный Ноттингемшир в Палате общин и служил лордом-лейтенантом графства Ноттингемшир (1839—1856). В 1836 году он получил королевское разрешение на дополнительную фамилию «Сэвил».
Джон Ламли-Сэвил, 8-й граф Скарборо (1788—1856), имел несколько внебрачный детей, но так и не женился. Его преемником стал двоюродный дядя, Ричард Джордж Ламли, 9-й граф Скарборо (1813—1884). Он был внуком Фредерика Ламли (1761—1831), пятого сына 4-го графа Скарборо. Его старший сын и преемник, Олдред Ламли, 10-й граф Скарборо (1857—1945), был военным и также служил лордом-лейтенантом Уэст-Йоркшира (1892—1904). Ему наследовал его племянник, Роджер Лоуренс Ламли, 11-й граф Скарборо (1896—1969). Он был сыном бригадира Осберта Ламли, младшего сына 9-го графа Скарборо. Он был депутатом Палаты общин от Кингстон-апон-Халла (1922—1929) и Йорка (1931—1937), а также являлся губернатором Бомбея (1937—1943). Его сын, Ричард Ламли, 12-й граф Скарборо (1932—2004), был лордом-лейтенантом графства Южный Йоркшир (1996—2004). Ему наследовал старший сын, Ричард Осберт Ламли, 13-й граф Скарборо (род. 1973).
Джон Ламли-Сэвил (1818—1896), внебрачный сын 8-го графа Скарборо, был видным дипломатом и получил титул барона Сэвила в 1888 году.

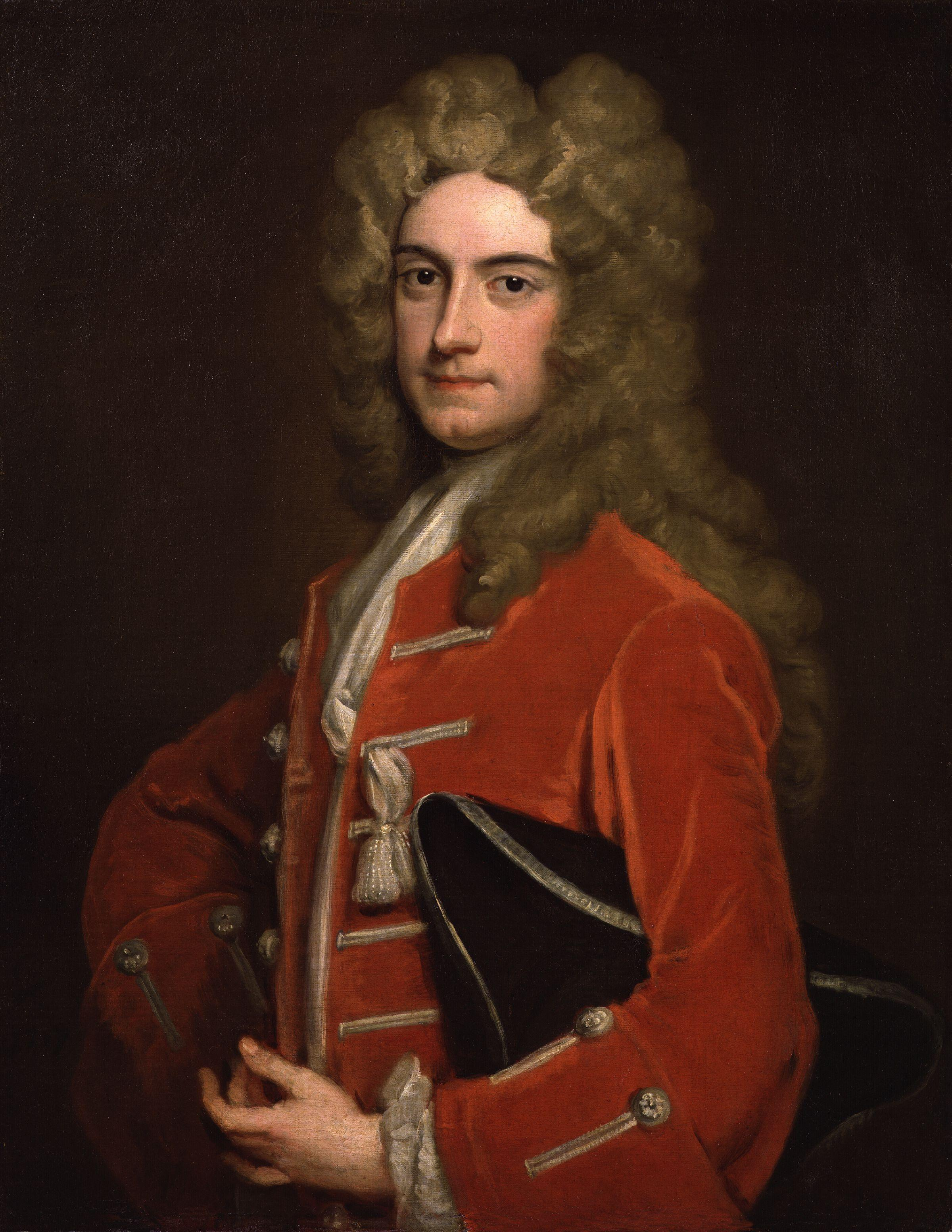
Ричард Ламли, 2-й граф Скарборо

Скарборо — это город в графстве Северный Йоркшир, из которого происходит графский титул.
Родовой резиденцией является Сандбек-хаус возле города Ротерем в Саут-Йоркшире. Исторической резиденцией семьи является замок Ламли в городе Честер-ле-Стрит.

## Виконты Ламли (1628)
- 1628—1663: Ричард Ламли, 1-й Виконт Ламли (1589—1663);
- 1663—1721: Ричард Ламли, 2-й Виконт Ламли (1650 — 17 декабря 1721), сын Джона Ламли и Мэри Комптон, внук Ричарда Ламли, 1-го виконта Ламли, с 1690 года — граф Скарборо.

## Графы Скарборо (1690)
- 1690—1721: Ричард Ламли, 1-й граф Скарборо (1650 — 17 декабря 1721), сын Джона Ламли и Мэри Комптон, внук Ричарда Ламли, 1-го виконта Ламли;
- 1721—1739: Ричард Ламли, 2-й граф Скарборо (30 ноября 1686 — 29 января 1739), второй сын предыдущего;
- 1739—1752: Томас Ламли-Саундерсон, 3-й граф Скарборо (ок. 1691 — 15 марта 1752), третий сын 1-го графа Скарборо;
- 1752—1782: Ричард Ламли-Саундерсон, 4-й граф Скарборо (май 1725 — 12 мая 1782), сын предыдущего;
- 1782—1807: Джордж Огастес Ламли-Саундерсон, 5-й граф Скарборо (22 сентября 1753 — 5 сентября 1807), старший сын 4-го графа Скарборо;
- 1807—1832: Ричард Ламли-Саундерсон, 6-й граф Скарборо (16 апреля 1757 — 17 июня 1832), младший сын 4-го графа Скарборо;
- 1832—1835: Джон Ламли-Сэвил, 7-й граф Скарборо (1761 — 21 февраля 1835), младший сын 4-го графа Скарборо;
- 1835—1856: Джон Ламли-Сэвил, 8-й граф Скарборо (18 июля 1788 — 29 октября 1856), сын 7-го графа Скарборо;
- 1856—1884: Ричард Джордж Ламли, 9-й граф Скарборо (7 мая 1813 — 5 декабря 1884), сын Фредерика Ламли-Сэвила (1788—1837) и правнук 4-го графа Скарборо;
- 1884—1945: Олдред Фредерик Джордж Бересфорд Ламли, 10-й Скарборо (16 ноября 1857 — 4 марта 1945), сын предыдущего;
- 1945—1969: Лоуренс Роджер Ламли, 11-й граф Скарборо (27 июля 1896 — 29 июня 1969), сын бригадного генерала Осберта Ламли (род. 1862) и внук 9-го графа Скарборо;
- 1969—2004: Ричард Олдред Ламли, 12-й граф Скарборо (5 декабря 1932 — 23 марта 2004), единственный сын предыдущего;
- 2004 — настоящее время: Осберт Ричард Ламли, 13-й граф Скарборо (род. 18 мая 1973), старший сын 12-го графа Скарборо;
  - Наследник: Томас Генри Ламли (род. 1980), младший (третий) сын 12-го графа Скарборо.